# María Gámez (actriz)
María Gámez Calle (Tarifa, 1897-Madrid, 1967) fue una actriz de cine y teatro española que tuvo una larga trayectoria profesional en su país y en la Argentina.

## Biografía
Nacida en 1897 en la localidad gaditana de Tarifa, sus padres fueron los también actores Micaela Calle y Sebastián Gámez. Tras iniciarse tempranamente en el teatro llegó a tener su propia compañía de 1922 a 1936.
En cine se la recuerda especialmente por su participación en el filme La señorita de Trévelez (1936), adaptación fílmica que hizo Edgar Neville de la obra homónima de Carlos Arniches, donde encarnó a Florita, la solterona burlada. En 1956 trabajó en otra versión fílmica de la misma obra, ahora titulada Calle Mayor en el papel de la madre de Florita.

### Estancia en Argentina
María Gámez vivió en Argentina entre 1941 y 1954, trabajando en el cine y el teatro. En la pantalla grande argentina debutó en 1949 en La doctora quiere tangos, dirigida por Alberto de Zavalía y más adelante intervino en la película venezolana La balandra Isabel llegó esta tarde (1950) y en Mi vida por la tuya y Una noche cualquiera, ambas de 1951. En teatro se recuerdan sus actuaciones en 1944 en La Dama de Alba , de Alejandro Casona con la compañía de Margarita Xirgu y en Doña Rosita la soltera de García Lorca en el Teatro Odeón.
En 1949 intervino en la representación de La casa de Bernarda Alba de Federico García Lorca integrando la compañía de Margarita Xirgu junto a Violeta Antier e Isabel Pradas, entre otros actores.
En 1951 trabajó en la compañía de Luisa Vehil en el teatro Ateneo dirigida por Esteban Serrador en La llave en el desván de Alejandro Casona y Cuando la verdad es mentira de Gerardo Ribas.

## Televisión
- La usurpadora   (1971) Serie.... La Abuela

## Filmografía
Intervino como actriz en los siguientes filmes:
- La señorita de Trevélez    (1936)
- Molinos de viento    (1939) .... Sabina
- El nacimiento de Salomé o La nascita di Salomé       (1940) .... Salomè
- La doctora quiere tangos   (1949)
- La balandra Isabel llegó esta tarde   (1950)
- Mi vida por la tuya   (1951) .... Ángeles
- Una noche cualquiera   (1951)
- La pícara molinera    (1955) .... Capitana
- Calle Mayor    (1956) .... Madre
- Saeta rubia    (1956)
- Los jueves, milagro    (1957) .... Doña Rosaura
- Las muchachas de azul    (1957)
- La violetera    (1958)
- Un indiano en Moratilla    (1958)
- Luna de miel    (1959) .... Pepe Nieto